# Spermophorides africana
Spermophorides africana là một loài nhện trong họ Pholcidae. Loài này được phát hiện ở Tanzania.